# Ганс Крістер Голунд
Ганс Крістер Голунн (норв. Hans Christer Holund) — норвезький лижник, олімпійський медаліст, чотириразовий чемпіон світу. 
Бронзову  олімпійську медаль Голунн здобув на Пхьончханській олімпіаді 2018 року в  скіатлоні.
Він виграв гонку на 50 км вільним стилем на чемпіонаті світу 2019 року, а на світовій першості 2021 року здобув ще дві золоті (15 км вільним стилем, естафета) й одну бронзову медаль (скіатлон).

## Олімпіада
- 2 медалі (1 срібло, 1 бронза)

| Рік  | Вік | 15 км індивідуальна | 30 км скіатлон | 50 км масстарт | Спринт | 4 × 10 км естафета | Командний спринт |
| ---- | --- | ------------------- | -------------- | -------------- | ------ | ------------------ | ---------------- |
| 2018 | 29  | 6                   | 3              | 6              | —      | —                  | —                |
| 2022 | 33  | 4                   | 4              | —              | —      | Срібло             | —                |

## Виступи на чемпіонатах світу
- 4 медалі – (3 золотих, 1 бронза)

| Рік  | Вік | 10 км  | Скіатлон 15 км | 50 км мас-старт | Спринт | Естафета 4 × 5 км | Команднй спринт |
| ---- | --- | ------ | -------------- | --------------- | ------ | ----------------- | --------------- |
| 2017 | 28  | —      | —              | 10              | —      | —                 | —               |
| 2019 | 30  | —      | —              | Золото          | —      | —                 | —               |
| 2021 | 32  | Золото | Бронза         | 4               | —      | Золото            | —               |

## Зовнішні посилання
- Досьє на сайті FIS [Архівовано 19 березня 2018 у Wayback Machine.]

## Виноски
1. ↑  https://www.teamnor.no/profiler/langrenn/hans-christer-holund/
2. ↑  Men's 30 kilometre skiathlon results (PDF). Архів оригіналу (PDF) за 18 березня 2020. Процитовано 11 квітня 2018.

|  | Це незавершена стаття про лижника чи лижницю. Ви можете допомогти проєкту, виправивши або дописавши її. |